# ليسيماخوس

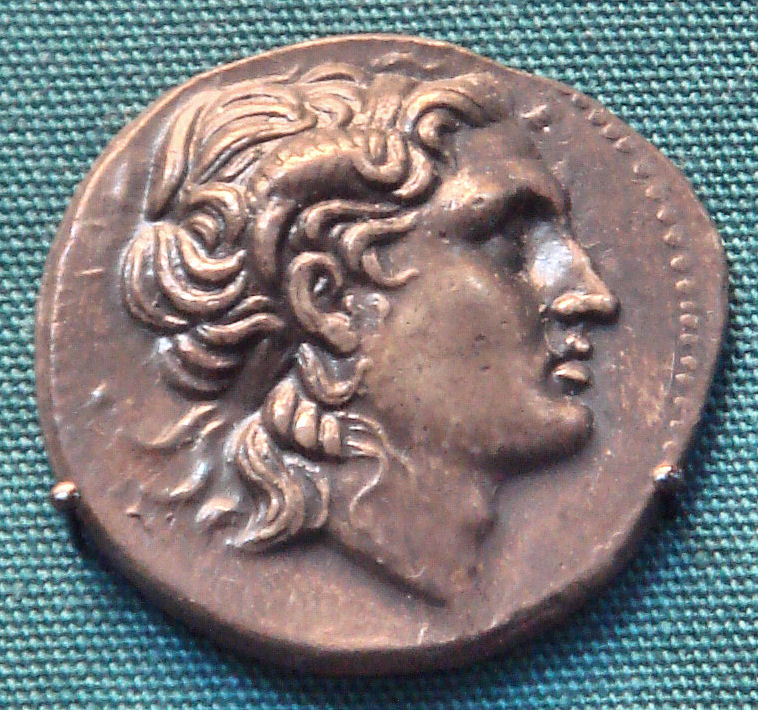
قطعة معدنية عليها وجه ليسيماخوس (مقطع جانبي) وله قرنين صغيرين أسوة بالإسكندر الأكبر الذي تم تصويره بنفس الطريقة «الإسكندر ذو القرنين» دلالة على ألوهيته (ملوكيته)

ليسيماخوس (360 ق.م. - 281 ق.م.) (باليونانية القديمة:Λυσίμαχος) كان ضابطا مقدونيا وقائدا من القادة الخلفاء للإسكندر الأكبر، أصبحا ملكا في العام 306 ق.م. وحكم تراقيا وآسيا الصغرى ومقدونيا. وهو مؤسس مدينة ليسيماخيا تزوج مرتين في المرة الأولى من الأميرة الفارسية أماستريس وفي الثانية من أرسينوي الثانية بنت بطليموس الأول سوتر مات في معركة كوروبيديوم ودفن في ليسيماخيا له ابن اسمه الإسكندر

## بداياته
ولد ليسيماخوس في العام 361/360 ق.م. وكان أبوه ثيساليًا من كرانون اسمه أغاثوكليس، ولد ليسيماخوس في بيلا ومنح المواطنة في مقدونيا القديمة وأكمل تعليمه في البلاط الملكي في بيلا. وعلى الغالب فقد استلم مهامه كحارس شخصي في عهد فيليبوس الثاني المقدوني  وأثناء حملات الإسكندر الأكبر ضد الإمبراطورية الفارسية، تم تعينه فورا أحد حراس الإسكندر الشخصيين. وفي سوسة في العام 324 ق.م. تم تكريمه وتتويجه عربون اعتراف لأعماله في الهند  بعد موت الإسكندر الأكبر في العام 323 ق.م. تم تعينه كحاكم عسكري «ستراتيغوس»  على تراقيا

## الخلافات معالقادة الخلفاء

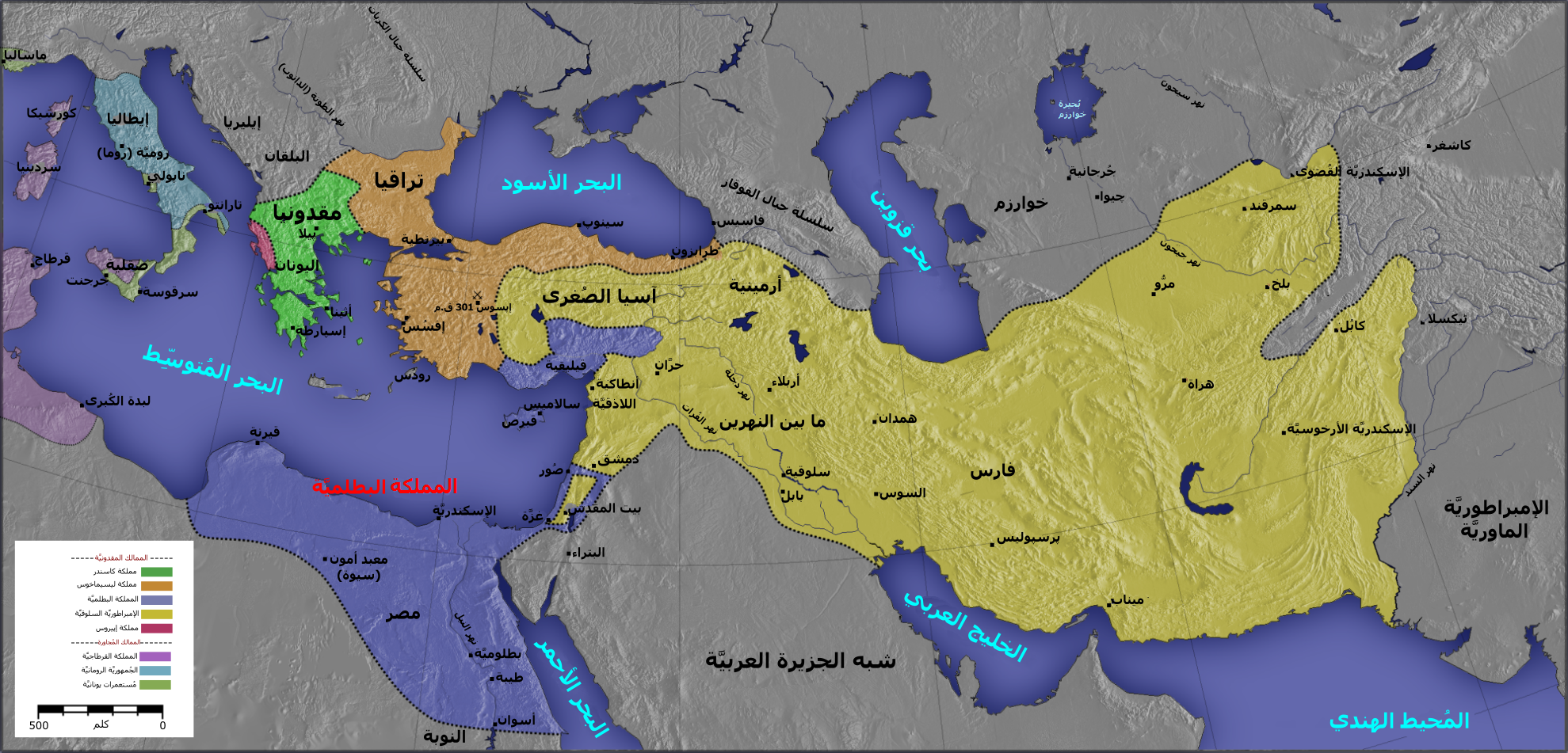
مملكة ليسيماخوس
القادة الخلفاء الآخرون
مملكة كاسندر
مملكة سلوقس الأول
مملكة بطليموس الأول
منطقة إبيروس
آخرون
قرطاج
روما القديمة
مستعمرات يونانية

في العام 315 ق.م. انضم ليسيماخوس إلى تحالف كاسندر وبطليموس الأول وسلوقس الأول ضد أنتيغونوس الأول مونوفثالموس، ولكن أنتيغونوس الأول عرف كيف يتخلص من مواجهة ليسيماخوس له وذلك بإثارة التراقيين وقبائل السكيثيين ضده الأمر الذي جعل ليسيماخوس يهتم بتوطيد أمور حكمه الداخلية ويعزف عن المشاركة في الحرب.
في العام 309 ق.م. أسس ليسيماخوس مدينة ليسيماخيا في المنطقة المشرفة على الرقبة الواصلة لشبه جزيرة خيرسونيس. وحذا حذو أنتيغونوس الأول في تسمية نفسه ملكا ولكنه لم يتوج كملك حقيقي حتى عام 306 أو 305 حيث حمل آنذاك اللقب «باسيليوس أي الملك»، وبقي ملكا حتى وفاته في كوروبيديوم في العام 281 
في العام 302، عندما تم التحالف الثاني بين كاسندر وبطليموس الأول وسلوقس الأول قام ليسيماخوس بتعزيز قوات كاسندر داخل آسيا الصغرى، حيث واجه مقاومة صغيرة. وعند اقتراب أنتيغونوس الأول انسحب ليسيماخوس إلى المناطق الشتوية بالقرب من مدينة هرقليا البونتية، وتزوج من ملكتها الأرملة الأميرة الفارسية أماستريس.
وفي العام 301 ق.م. انضم سلوقس الأول إليه حيث استطاعا في معركة إبسوس هزيمة وذبح أنتيغونوس الأول. واقتسم المنتصرين أملاكه. فكان سهم ليسيماخوس في الأملاك كلا من ليديا وآيونيا وفريجيا والساحل الشمالي لآسيا الصغرى 

## الزواج من أرسينوي وحكم مقدونيا
ونتيجة لشعور ليسيماخوس بأن سلوقس الأول سيصبح قويا ولربما يشكل خطرا عليه، قام بالتحالف مع بطليموس الأول وتزوج من ابنته الأميرة أرسينوي الثانية من مصر. أما أماستريس الزوجة السابقة لليسيماخوس، فقد طلقت نفسها منه، وعادت إلى موطنها هرقليا البونتية. وعندما أظهر ديميتريوس الأول ابن أنتيعونوس الأول في مقدونيا نواياه العدائية قام ليسيماخوس بالاستيلاء على بلداته في آسيا الصغرى (297 ق.م.) وذلك أثناء غيابه في اليونان، لكن في العام 294 ق.م. قام سلام بين الاثنين اعترف فيه ليسيماخوس بديميتريوس الأول كملك على مقدونيا.
بعدها حاول ليسيماخوس توسيع سيطرته على الأراضي التي ما بعد نهر الدانوب، لكنه هزم وأُخذ سجينا من قبل ملك جيتاي دروميخايتيس الذي حرره فيما بعد بشروط ودية. هدد ديميتريوس الأول تراقيا لكن كان لا بد له من التقاعد بسبب الانتفاضة المفاجئة في بويوتيا، وتخطيط الملك بيروس الإبيري عاهل إبيروس الهجوم عليه. في العام 288 ق.م. غزا كل من ليسيماخوس وبيروس الإبيري حدود مقدونيا القديمة، وأبعدا ديميتريوس الأول عن البلاد. واستلم بيروس الإبيري ملكية مقدونيا لمدة 7 شهور وبعدها شاركه ليسيماخوس الملك ولكن في العام 285 ق.م. قام ليسيماخوس بعزل بيروس الإبيري واستفرد بالملك لنفسه 

## السنوات الأخيرة
أشعرت المشاكل المحلية ليسيماخوس بالمرارة في سنوات حياته الأخيرة. فزوجته السابقة أماستريس كانت قد قتلت من قبل ابنيها الأمر الذي دفع ليسيماخوس لتدبير أمر قتلهما. وعند عودته سألته أرسينوي الثانية أن يهديها هرقليا البونتية، فمنحها مطلبها، بالرغم من وعوده للأهالي بتحرير المدينة.
وفي العام 284 ق.م. قامت أرسينوي الثانية من دافع حبها ورغبتها بأن يكون ابنها خليفة ليسيماخوس قامت بالتعاون مع أخيها بطليموس كيراونوس بتدبير مكيدة ضد أغاثوكليس (الابن الأكبر سنا لليسيماخوس)، حيث تم اتهامه بالتآمر مع سلوقس الأول للاستيلاء على العرش، فحكم عليه بالإعدام وقتل.
أثار هذا العمل الشنيع لليسيماخوس امتعاضا عظيما في الأوساط أدى إلي تمرد العديد من مدن آسيا عليه، كما هجره أكثر أصدقائه المؤتمنين. وهربت أرملة أغاثوكليس إلى سلوقس الأول، الذي هب وغزا أرض ليسيماخوس حالا في آسيا.
في العام281 ق.م. عبر ليسيماخوس هيليسبونتوس إلى ليديا، وفي معركة كوروبيديوم توفي. لم يجدوا جثته إلا بعد بضعة أيام ولكنها كانت بحال جيدة نظرا لأن كلبه المخلص قام بحماية الجثة من الطيور الجارحة  تم إعطاء جثة ليسيماخوس إلى ابنه الإسكندر وتم دفنه في مدينة ليسيماخيا.